# Poitiers (quận)
Quận Poitiers là một quận của Pháp, nằm ở tỉnh Vienne, ở vùng Nouvelle-Aquitaine. Quận này có 15 tổng và 87 xã.

## Các đơn vị hành chính

### Các tổng
Các tổng của quận Poitiers là: 
1. Lusignan
2. Mirebeau
3. Neuville-de-Poitou
4. Poitiers 1st Canton
5. Poitiers 2nd Canton
6. Poitiers 3rd Canton
7. Poitiers 4th Canton
8. Poitiers 5th Canton
9. Poitiers 6th Canton
10. Poitiers 7th Canton
11. Saint-Georges-lès-Baillargeaux
12. Saint-Julien-l'Ars
13. La Villedieu-du-Clain
14. Vivonne
15. Vouillé

### Các xã
Các xã của quận Poitiers, và mã INSEE là: 
| 1. Amberre (86002)                | 2. Aslonnes (86010)                        | 3. Avanton (86016)               | 4. Ayron (86017)                  |
| 5. Benassay (86021)               | 6. Biard (86027)                           | 7. Bignoux (86028)               | 8. Blaslay (86030)                |
| 9. Bonnes (86031)                 | 10. Buxerolles (86041)                     | 11. Béruges (86024)              | 12. Celle-Lévescault (86045)      |
| 13. Chabournay (86048)            | 14. Chalandray (86050)                     | 15. Champigny-le-Sec (86053)     | 16. Charrais (86060)              |
| 17. Chasseneuil-du-Poitou (86062) | 18. Cheneché (86071)                       | 19. Cherves (86073)              | 20. Chiré-en-Montreuil (86074)    |
| 21. Château-Larcher (86065)       | 22. Cissé (86076)                          | 23. Cloué (86080)                | 24. Coulombiers (86083)           |
| 25. Croutelle (86088)             | 26. Cuhon (86089)                          | 27. Curzay-sur-Vonne (86091)     | 28. Dienné (86094)                |
| 29. Dissay (86095)                | 30. Fleuré (86099)                         | 31. Fontaine-le-Comte (86100)    | 32. Frozes (86102)                |
| 33. Gizay (86105)                 | 34. Iteuil (86113)                         | 35. Jardres (86114)              | 36. Jaunay-Clan (86115)           |
| 37. Jazeneuil (86116)             | 38. La Chapelle-Montreuil (86056)          | 39. La Chapelle-Moulière (86058) | 40. La Villedieu-du-Clain (86290) |
| 41. Latillé (86121)               | 42. Lavausseau (86123)                     | 43. Lavoux (86124)               | 44. Le Rochereau (86208)          |
| 45. Ligugé (86133)                | 46. Liniers (86135)                        | 47. Lusignan (86139)             | 48. Maillé (86142)                |
| 49. Maisonneuve (86144)           | 50. Marigny-Brizay (86146)                 | 51. Marigny-Chemereau (86147)    | 52. Marnay (86148)                |
| 53. Marçay (86145)                | 54. Massognes (86150)                      | 55. Mignaloux-Beauvoir (86157)   | 56. Migné-Auxances (86158)        |
| 57. Mirebeau (86160)              | 58. Montamisé (86163)                      | 59. Montreuil-Bonnin (86166)     | 60. Neuville-de-Poitou (86177)    |
| 61. Nieuil-l'Espoir (86178)       | 62. Nouaillé-Maupertuis (86180)            | 63. Poitiers (86194)             | 64. Pouillé (86198)               |
| 65. Quinçay (86204)               | 66. Roches-Prémarie-Andillé (86209)        | 67. Rouillé (86213)              | 68. Saint-Benoît (86214)          |
| 69. Saint-Cyr (86219)             | 70. Saint-Georges-lès-Baillargeaux (86222) | 71. Saint-Julien-l'Ars (86226)   | 72. Saint-Sauvant (86244)         |
| 73. Sanxay (86253)                | 74. Savigny-Lévescault (86256)             | 75. Smarves (86263)              | 76. Sèvres-Anxaumont (86261)      |
| 77. Tercé (86268)                 | 78. Thurageau (86271)                      | 79. Varennes (86277)             | 80. Vendeuvre-du-Poitou (86281)   |
| 81. Vernon (86284)                | 82. Villiers (86292)                       | 83. Vivonne (86293)              | 84. Vouillé (86294)               |
| 85. Vouneuil-sous-Biard (86297)   | 86. Vouzailles (86299)                     | 87. Yversay (86300)              |                                   |